# Jakob Frank
Jakob Frank (tudi Jakov Frank), hrvaški novinar, izdajatelj, tiskar in urednik * 1840, Osijek, † 31. december 1905, Zagreb.
Jakob Frank, brat pravnika in politika Josipa Franka, je bil do leta 1867 novinar na Dunaju, ko se je vrnil v Osijek je skupaj s poslovnim partnerjem odprl tiskarno. Leta 1868 je v Lehmannovi tiskarni v Osijeku pričel izhajati list Die Drau, kateremu sta bila s partnarjem solastnika, izdajatelja in urednika. Iz obdobja partnerstva je znan samo en naslov tiskan v njuni tiskarni, delo osiješkega rabina, S. Spitzera Die jüdische Ehe...1869. Leta 1870 partner izstopi iz lastništva tiskarne, Frank pa je posodobil tiskarno in v svoji tiskarni pričel tiskati list Die Drau. Tiskal je tudi knjige, predvsem šolske učbenike, od leta 1874 pa tudi Glasnik Biskupije đakovačko-srijemske. Skupaj z listom Die Drau je leta 1876 prodal tiskarno in se preselil v Zagreb, kjer je postal izdajatelj lista Agramer Presse, od 1877 do 1878 pa izdajatelj in urednik lista Kroatische Post. Več let pa je bil tudi dopisnik dunajskemu listu Neue Freie Presse in madžarskemu listu Pester Lloyda.